# Missão de Apoio das Nações Unidas na Líbia
A Missão de Apoio das Nações Unidas na Líbia (também conhecida pela sigla UNSMIL, do inglês United Nations Support Mission in Libya) foi autorizada pela Resolução 2009 do Conselho de Segurança das Nações Unidas de 16 de setembro de 2011, por um período inicial de três meses. Destinava-se a ajudar as autoridades líbias a restabelecer a segurança e o Estado de direito, promovendo o diálogo político e a reconciliação nacional; enquanto que também instruiu a participação do Conselho Nacional de Transição na elaboração de uma Constituição para a Líbia.
A UNSMIL foi aprovada depois de seis meses do início do conflito na Líbia, e centrou-se no apoio das autoridades civis em suas responsabilidades, uma vez finalizada as hostilidades. A UNSMIL é uma missão política, não militar, coordenada pelo Departamento de Assuntos Políticos das Nações Unidas. É chefiada por Bernardino Leon, Representante Especial do Secretário-Geral na Líbia.